# Seznam italijanskih kitaristov
Seznam italijanskih kitaristov.

## B
- Carlo Barone
- Claudio Baglioni

## C
- Ferdinando Carulli

## D
- Nuccio D'Angelo
- Pino Daniele

## G
- Giorgio Gaber
- Mauro Giuliani

## I
- Simone Iannarelli

## L
- Walter Lupi

## M
- Carlo Marchione
- Francesco Molino
- Filomena Moretti

## P
- Niccolò Paganini

## R
- Giulio Regondi

## V
- Caterina Valente